# Пуласки (инструмент)

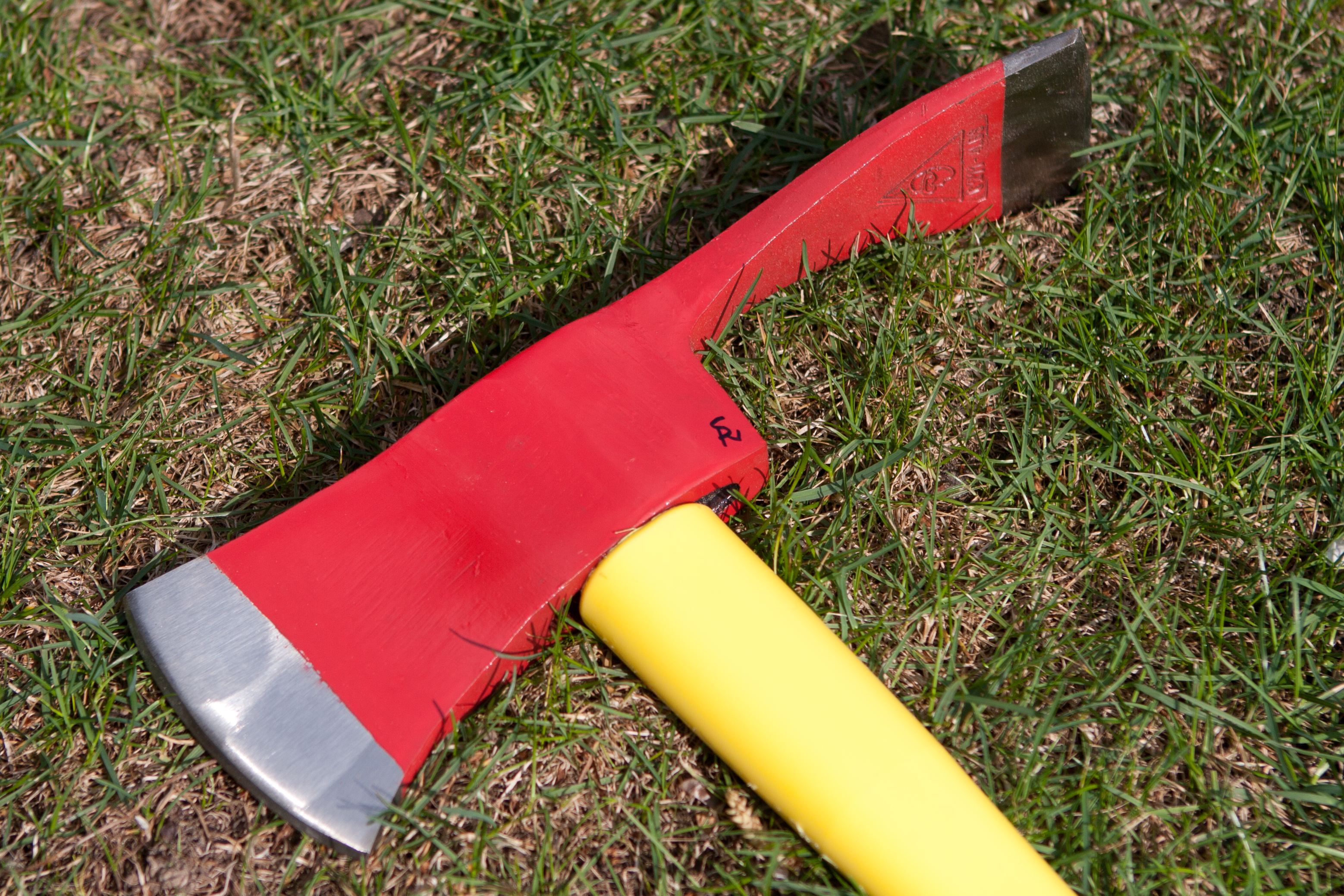
Пуласки PA375-LESG

Пуласки — это специальный инструмент, применяемый при тушении пожаров в дикой местности.
Инструмент сочетает в себе топор и тесло. Похожий на мотыгу, с жёсткой ручкой из дерева, пластика или стекловолокна, пуласки является универсальным инструментом для создания просек, так как он может как копать почву, так и колоть дрова. Он также хорошо приспособлен для создания искусственных троп, садоводства и других хозяйственных работ.

## История
Пуласки изобрёл Эд Пуласки, помощник рейнджера из лесной службы США, в 1911 году. Хотя подобный инструмент был впервые представлен в 1876 году компанией Collins Tool Company, Эд Пуласки прославился тем, что принял меры для сохранения жизней 45 пожарных во время сильных пожаров августа 1910 в Айдахо. Его изобретение (или переосмысление такового), носящее его имя, возможно, появилось как раз в связи с этой катастрофой. Эд Пуласки к 1913 году улучшил инструмент, и тот вошёл в обиход в регионе Скалистых гор. В 1920 году Лесная служба начала заключение контрактов на поставку серийно производимых пуласки. Инструмент стал национальным стандартом в 1930-е годы.

## Применение
Поднятие инструмента над головой во время использования не рекомендуется, так как это приводит к неэффективному расходованию энергии и создаёт угрозу безопасности.